# Karel Barbierprijs
De Karel Barbierprijs is een literatuurprijs die van 1927 tot 2001 tweejaarlijks werd toegekend aan een in het Nederlands geschreven historische roman over de Belgische geschiedenis. De prijs is gesticht door dr. Karel Barbier en wordt toegekend door de Koninklijke Academie voor Nederlandse Taal- en Letterkunde in Gent.  In 2003 werden de prijzen van KANTL gereorganiseerd en werden nieuwe vijfjaarlijkse prijzen toegekend.

## Gelauwerden
- 2001 - Staf Schoeters voor De schaduw van de adelaar
- 1995 - Willy Schuyesmans voor De winter van de Belgica
- 1993 - Henriette Claessens voor Een wilde roos
- 1991 - Maria Vlamijnck voor Toledo
- 1985 - Valère Depauw voor Lutgardistrilogie
- 1981 - Jaak Stervelynck voor De dagen van Hondschoote
- 1965 - Armand Boni voor De Paap van Stabroek
- 1963 - Louis-Paul Boon voor De zoon van Jan de Lichte
- 1959 - Fred Germonprez voor Kaper Jan Bart
- 1953 - Leo Mets voor Christiaan Reinland
- 1949 - Emiel Van Hemeldonck voor De cleyne Keyser
- 1947 - Valery Stuyver voor De hinde van den Heer
- 1943 - F.R. Boschvogel voor Willem van Loo
- 1939 - Edward Rombauts voor Adriaan Poirters
- 1937 - Arthur Broeckaert voor Jan Palfijn
- 1935 - Jef Crick voor De ridder van het slot van Laerne
- 1931 - Paul Kenis voor Uit het dagboek van Lieven de Myttenaere